# Tuz Gölü
Der Tuz Gölü (türkisch für „Salzsee“, in der Antike lat. als Lacus Tatta bekannt) ist ein Salzsee in der Türkei und nach dem Vansee der zweitgrößte See des Landes. Mit 32,9 % Salzanteil ist er einer der salzhaltigsten Seen der Welt. Ein gleichnamiger See liegt auf der Halbinsel Gelibolu.
Er liegt im trockenen Hochland zwischen Ankara, Konya und Aksaray.
Der Salzsee hat keinen Abfluss und wird durch Niederschläge (250 mm im Jahr) und Grundwasser gespeist. In den trockeneren Sommermonaten entsteht dann eine kristalline Salzschicht. Am See befinden sich drei Salzabbaufabriken. 70 % des konsumierten Salzes der Türkei stammen von hier.
Südwestlich liegt die Ilıca Yaylası (Bolluk Gölü).
Den besten Ausblick auf den See hat man von Şereflikoçhisar an der Hauptstraße D750 von Ankara nach Aksaray. Am Seerand wachsen Binsen. Der größte Teil der türkischen Rosaflamingos nistet hier.
Mit etwa 500 Brutpaaren befindet sich hier die zweitgrößte Kolonie von Armeniermöwen in der Türkei.
Im Sommer 2021 verstarb diese Population der türkischen Rosaflamingos jedoch weitestgehend aufgrund Wassermangels, nachdem die für den See vorgesehenen Wasserleitungen zwecks landwirtschaftlicher Bewässerung während einer Dürre umgeleitet worden waren. Zuvor war der See bereits in den Jahren 2008 und 2016 vorübergehend ausgetrocknet.
Abhängig vom Winkel des einfallenden Lichts kann die Oberfläche des Sees verschiedene Farben annehmen. In den letzten Jahren gab es ein Projekt zur Speicherung von Erdgas unter dem Salzsee.